# Zapadni Arrarnta jezik
Zapadni Arrarnta jezik (ISO 639-3: are), jedan od šest arandijskih jezika, porodice pama-nyunga, kojim govori oko 1 000 (1981 Wurm and Hattori) Aranda u okolici Alice Springsa u Northern Territoryju, Australija.
Postoji nekoliko dijalekata: akerre (akara), zapadnoarandski i južnoarandski. Srodan je s alyawarr [aly], kaytetye [gbb]. Različit je od istočnoarandskog koji pripada istoj podskupini.

## Vanjske poveznice
- Ethnologue (14th)
- Ethnologue (15th)